# Terminação livre

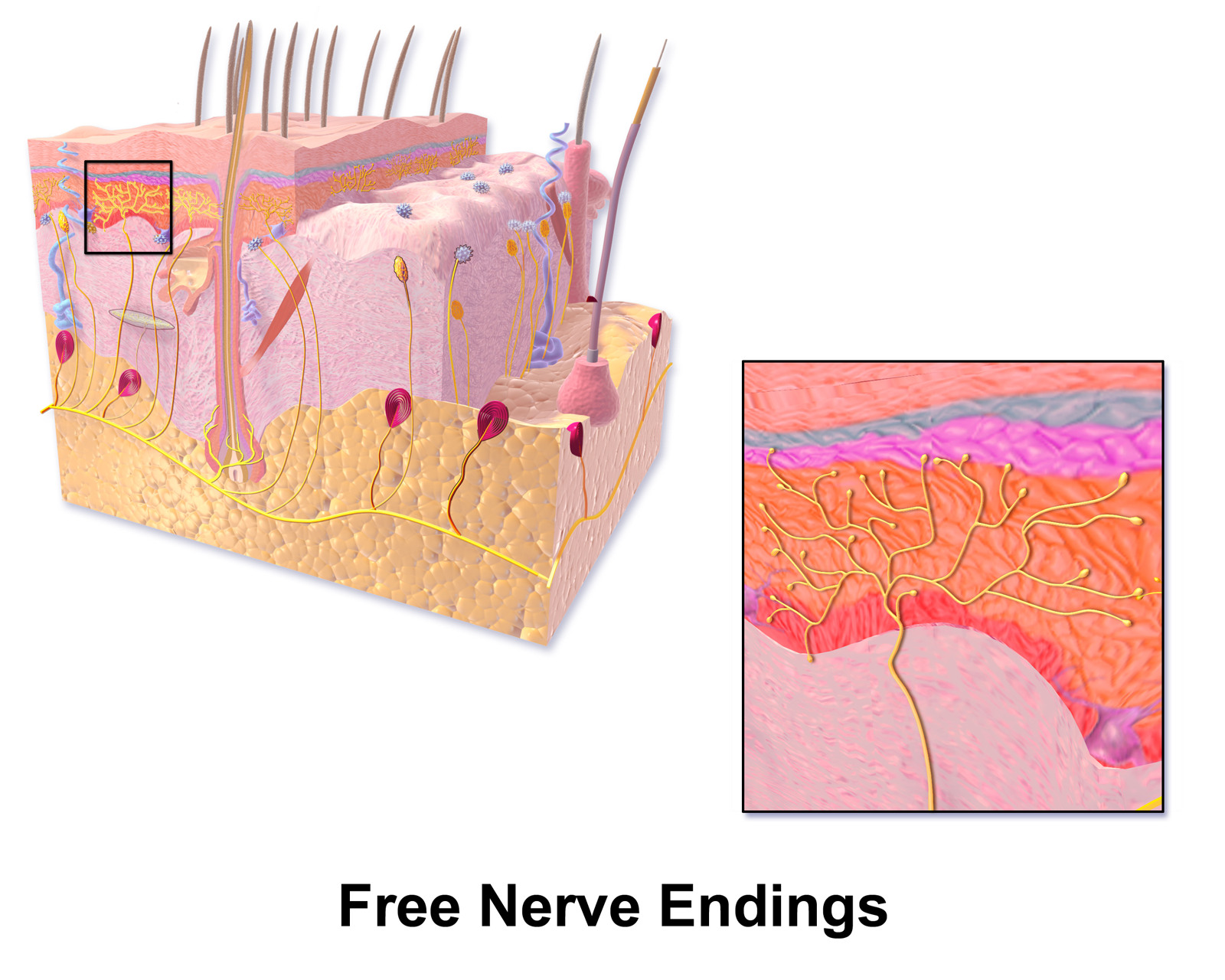
Terminações Nervosas Livres na pele.

Terminações livres são receptores sensoriais ligados ao tacto. Formam-se na derme, praticamente em todo o corpo e ramificam-se até à epiderme. Captam estímulos dolorosos e relacionados com a temperatura .